# Ray Hogg
Ray Hogg, all'anagrafe Anthony Raymond Hogg (Lowick, 11 dicembre 1929 – 10 marzo 2013) è stato un calciatore inglese, di ruolo difensore.

## Carriera
Dal 1945 al 1950 gioca a livello dilettantistico con i Lowick Rovers, club del suo villaggio natale; successivamente gioca da professionista nella terza divisione scozzese per quattro stagioni con i Berwick Rangers. Nel 1954 si trasferisce nella prima divisione inglese all'Aston Villa; qui gioca una partita di campionato, per poi nella stagione 1955-1956 giocare invece 8 partite, a cui ne aggiunge ulteriori 12 durante la stagione 1956-1957, nella quale contribuisce anche alla vittoria della FA Cup. Rimane infine in squadra anche per l'intera stagione 1957-1958, nella quale non disputa però ulteriori partite di campionato con il club di Birmingham. Si trasferisce quindi al Mansfield Town, con cui tra il 1958 ed il 1960 gioca in totale 11 partite nella terza divisione inglese. Si ritira infine nel 1961, all'età di 32 anni, dopo un'ultima stagione da professionista trascorsa al Peterborough Utd, con cui disputa 2 incontri di quarta divisione.
In carriera ha totalizzato complessivamente 34 presenze nei campionati della Football League.

## Palmarès

### Club

#### Competizioni nazionali
- Coppa d'Inghilterra: 1

Aston Villa: 1956-1957